# 穆塞罗斯
穆塞罗斯，是西班牙巴伦西亚自治区巴伦西亚省的一个市镇。总面积13平方公里，总人口4167人（2001年），人口密度321人/平方公里。